# Ciężki Kołowy Pojazd Ewakuacji i Ratownictwa Technicznego Hardun
Ciężki Kołowy Pojazd Ewakuacji i Ratownictwa Technicznego HARDUN – specjalistyczny pojazd wojskowy o wysokiej ładowności i zwiększonej mobilności. Opracowany został przez przedsiębiorstwo Rosomak z Siemianowic Śląskich.  Jego głównym przeznaczeniem jest wsparcie techniczne jednostek operujących pojazdami kołowymi, w tym Rosomaków oraz innych konstrukcji bazujących na tej platformie.

## Historia
W czerwcu 2015 roku Inspektorat Uzbrojenia Ministerstwa Obrony Narodowej ogłosił wybór najkorzystniejszej oferty w postępowaniu przetargowym na dostawę 27 ciężkich kołowych pojazdów ewakuacji i ratownictwa technicznego. Zadanie to było częścią Planu Modernizacji Technicznej Sił Zbrojnych RP na lata 2013–2022, w ramach programu operacyjnego „Kołowe Transportery Opancerzone”. Najlepszą ofertę złożyła spółka Rosomak z Siemianowic Śląskich, która otrzymała maksymalną liczbę punktów, głównie ze względu na najniższą cenę.
Hardun został po raz pierwszy zaprezentowany na Międzynarodowym Salonie Przemysłu Obronnego w 2019 roku. Od tego czasu sukcesywnie dostarczany jest do Sił Zbrojnych RP, w tym do 11 Lubuskiej Dywizji Kawalerii Pancernej.

## Podwozie i wymiary
Pojazd oparty jest na podwoziu Scania wyposażony w napęd 8×8. Jego dopuszczalna masa całkowita wynosi 36 ton, długość to 11,83 metra, szerokość 2,55 metra, a wysokość 3,37 metra. Pojazd posiada specjalistyczną zabudowę dostosowaną do działań ewakuacyjnych i ratowniczych, a także do holowania ciężarówek, kołowych transporterów opancerzonych, przyczep oraz naczep o dopuszczalnej masie całkowitej do 26 ton. Kabina pojazdu zapewnia miejsce dla czterech osób i oferuje ochronę balistyczną na poziomie 2 według normy STANAG 4569A oraz przeciwminową na poziomie 2B zgodnie ze STANAG 4569B.

## Wyposażenie
Wyposażenie specjalistyczne HARDUNA obejmuje:
- hydrauliczny system podnosząco-holowniczy z dedykowanym osprzętem do unieruchamiania i transportu uszkodzonych pojazdów,
- system centralnego pompowania kół[2],
- sprzęt ratowniczy do prowadzenia działań w dzień i w nocy[2],
- dwuczłonowy żuraw hydrauliczny o maksymalnym wysięgu 10,25 m i minimalnym 1,7 m, zdolny do podnoszenia 16 000 kg na najmniejszym wysięgu oraz 3 900 kg na największym[2],
- lemiesz hydrauliczny, który pozwala na torowanie drogi w warunkach bojowych i stabilizowanie pojazdu podczas pracy żurawiem[2],
- główną wyciągarkę hydrauliczną o sile uciągu 240 kN, z możliwością prowadzenia liny w obu kierunkach – do ewakuacji uszkodzonych pojazdów oraz samoewakuacji[2],
- pomocniczą wyciągarkę hydrauliczną[2].